# TWF2
Twinfilina-2 es una proteína que en humanos está codificada por el gen TWF2.
La proteína codificada por este gen se identificó por su interacción con el dominio catalítico de la proteína quinasa Cθ. Esta proteína contiene un sitio de unión a actina y un sitio de unión a ATP. Está estrechamente relacionado con la twinfilina (PTK9), una proteína conservada de unión a monómeros de actina.

## Otras lecturas
- Yamada S, Uchimura E, Ueda T, etal (2007). «Identification of twinfilin-2 as a factor involved in neurite outgrowth by RNAi-based screen.». Biochem. Biophys. Res. Commun. 363 (4): 926-30. PMID 17910947. doi:10.1016/j.bbrc.2007.09.069.
- Ewing RM, Chu P, Elisma F, etal (2007). «Large-scale mapping of human protein-protein interactions by mass spectrometry.». Mol. Syst. Biol. 3 (1): 89. PMC 1847948. PMID 17353931. doi:10.1038/msb4100134.
- Rush J, Moritz A, Lee KA, etal (2005). «Immunoaffinity profiling of tyrosine phosphorylation in cancer cells.». Nat. Biotechnol. 23 (1): 94-101. PMID 15592455. doi:10.1038/nbt1046.
- Gerhard DS, Wagner L, Feingold EA, etal (2004). «The status, quality, and expansion of the NIH full-length cDNA project: the Mammalian Gene Collection (MGC).». Genome Res. 14 (10B): 2121-7. PMC 528928. PMID 15489334. doi:10.1101/gr.2596504.
- Strausberg RL, Feingold EA, Grouse LH, etal (2003). «Generation and initial analysis of more than 15,000 full-length human and mouse cDNA sequences.». Proc. Natl. Acad. Sci. U.S.A. 99 (26): 16899-903. PMC 139241. PMID 12477932. doi:10.1073/pnas.242603899.
- Wiemann S, Weil B, Wellenreuther R, etal (2001). «Toward a catalog of human genes and proteins: sequencing and analysis of 500 novel complete protein coding human cDNAs.». Genome Res. 11 (3): 422-35. PMC 311072. PMID 11230166. doi:10.1101/gr.GR1547R.

- Datos: Q18036489